# Museum Belvédère

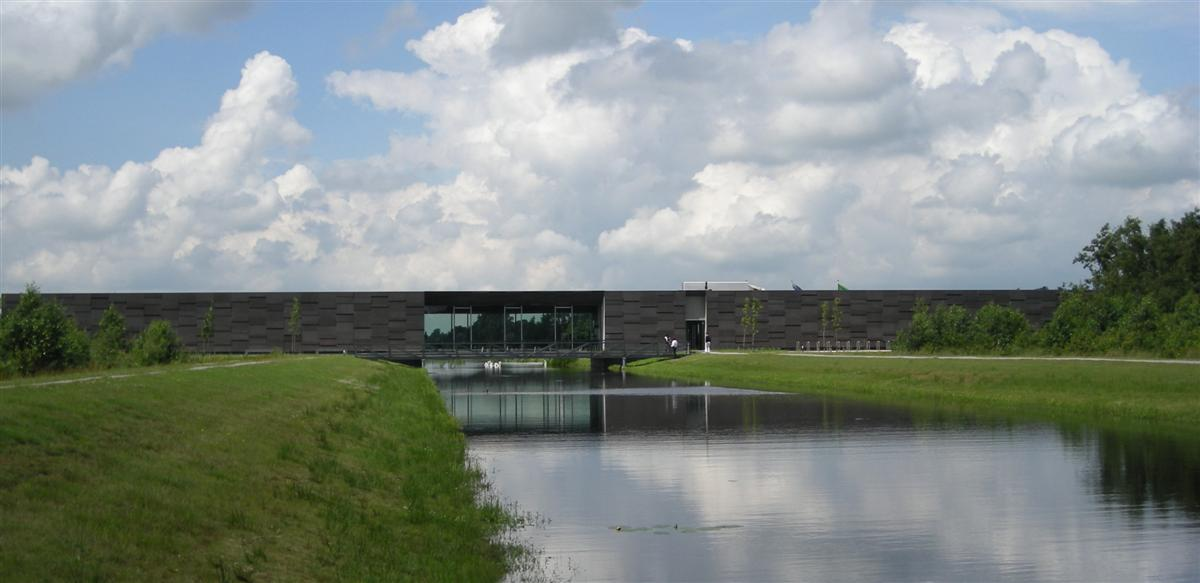
Museum Belvédère, achterzijde

Het Museum Belvédère is een museum voor moderne en hedendaagse kunst in Heerenveen, provincie Friesland.

## Geschiedenis
Het museum komt voort uit de wens van drie mannen: Thom Mercuur, Sjoerd de Vries en Boele Bregman. Met name Thom Mercuur droomde al geruime tijd van het opzetten van een eigen museum, een grote 'kijkdoos' voor kunst. Na veel tegenslag is het hem gelukt en verwezenlijkte hij in samenwerking met de anderen zijn museum. Op 9 februari 2010 werd hij door het gemeentebestuur benoemd tot ereburger van Heerenveen vanwege zijn grote inzet voor dit museum.
Op 24 november 2004 werden het museum en het landgoed geopend door koningin Beatrix. In 2004 is een documentairefilm gemaakt met de naam De droom van Thom Mercuur. De film gaat over het ontstaan van het museum en is gemaakt door Kees Hin, Jonne Severijn en Wouter Snip. De film is aan de vooravond van de opening van het museum uitgezonden door de AVRO als aflevering van de serie Close-up.

## Het gebouw en de omgeving
Het gebouw is ontworpen door Eerde Schippers van Inbo en is 104 meter lang en 13 meter breed. Het museumgebouw won de prijsvraag BNA Gebouw van het Jaar 2006.
Het museum is vernoemd naar de Belvedère in het Parkgebied Oranjewoud. Het Museumpark Landgoed Oranjewoud omvat het museum met het bijbehorende moderne landschap en het oude Landgoed Oranjewoud. Het is ontworpen door landschapsarchitect Michael R. van Gessel. Het kanaal Prinsenwijk loopt onder het museum door.
Het museum ligt ten oosten van nieuwbouwwijk Skoatterwâld.

## Collectie
De collectie bestaat met name uit werken van Friese kunstenaars en geestverwanten die nauwelijks in andere openbare collecties getoond worden. Het gaat om kunstenaars als Jan Mankes, Thijs Rinsema, Tames Oud, Gerrit Benner, Boele Bregman, Willem van Althuis en Sjoerd de Vries. De stijlen realisme, impressionisme, expressionisme, constructivisme en nieuwe figuratie zijn vertegenwoordigd in het museum.

## Tentoonstellingen (selectie)
- Wahlverwandtschaft van 15 mei t/m 16 augustus 2009[2][3]
- Eb en Vloed van 19 december 2009 t/m 7 maart 2010[4]
- Martin Tissing tachtig jaar (12 maart t/m 15 mei 2016), samen met een aantal exposities in Groningen.[5]
- Käthe Kollwitz van 18 juni t/m 25 september 2016.[6]